# Atherigona dorsovittata
Atherigona dorsovittata är en tvåvingeart som beskrevs av Malloch 1928. Atherigona dorsovittata ingår i släktet Atherigona och familjen husflugor. Inga underarter finns listade i Catalogue of Life.